# Elkeson
Elkeson de Oliveira Cardoso (chinois : 艾克森 / pinyin : Ai Kesen), ou tout simplement Elkeson, (né le 13 juillet 1989 à Coelho Neto) est un ancien footballeur brésilien naturalisé chinois qui jouait comme milieu offensif ou comme attaquant.
Il est le meilleur buteur de l'histoire de la Chinese Super League.

## Biographie

### Carrière en club

#### Débuts au Brésil (2009-2013)
Elkeson débute au centre de formation de Vitória puis signe avec l'équipe première en 2009.
Durant la saison 2010, il est transféré à Botafogo, où il devient rapidement titulaire.

#### Arrivée en Chine (2013-2016)
Après deux ans passé dans le club de Botafogo, Guangzhou Evergrande annonce le 24 décembre 2012 la signature d'Elkeson pour un contrat de quatre ans et un montant de 5,7 millions d'euros. Elkeson n'est toutefois pas inclus dans les 30 joueurs de l'équipe de Guangzhou pour disputer la Ligue des champions de l'AFC 2013, en raison du quota de joueurs étrangers à respecter. Le 3 mars 2013, il fait ses débuts à Guangzhou en FA Super Coupe contre l'équipe du Jiangsu Sainty.
Lors de ses deux premiers matches en Super League chinoise, il bat le record du nombre de buts en deux apparitions consécutives, en marquant 5 buts en 2 matchs.

#### Transfert au Shanghai SIPG (2016-2019)
Le 22 janvier 2016, il rejoint Shanghai SIPG pour 20 millions d'euros. C'est le deuxième plus gros transfert de l'histoire du championnat de Chine après celui de Jackson Martinez de l'Atlético Madrid au Guangzhou Evergrande pour 42 millions d'euros.

#### Retour à Guangzhou Evergrande (depuis 2019)
En juillet 2019, il fait son retour au Guangzhou Evergrande.

### Carrière internationale
En septembre 2011, Elkeson reçoit sa première convocation en équipe nationale de Brésil par Mano Menezes pour disputer un match contre l'Argentine. Cependant, il reste sur le banc des remplaçants.
En mai 2019, Elkeson renonce à son passeport brésilien pour obtenir la nationalité chinoise. Convoqué dans la liste de 35 joueurs le même mois en vue des qualifications pour la Coupe du monde, Elkeson est devenu le premier joueur sélectionné après avoir été naturalisé sans origine chinoise,.
Il honore sa première sélection le 10 septembre 2019 contre les Maldives pendant laquelle il marque un doublé,.

#### Buts internationaux
Dernière mise à jour : 10 octobre 2019.
| No. | Date              | Lieu                                        | Sélection | Adversaire | Score | Résultat | Compétition                                         |
| --- | ----------------- | ------------------------------------------- | --------- | ---------- | ----- | -------- | --------------------------------------------------- |
| 1   | 10 septembre 2019 | Stade Rasmee Dhandu, Malé, Maldives         | 1         | Maldives   | 4–0   | 5–0      | Éliminatoires de la Coupe du monde de football 2022 |
| 2   | 10 septembre 2019 | Stade Rasmee Dhandu, Malé, Maldives         | 5–0       | Maldives   |       | 5–0      | Éliminatoires de la Coupe du monde de football 2022 |
| 3   | 10 octobre 2019   | Tianhe Stadium, Guangzhou, Guangdong, Chine | 2         | Guam       | 7–0   | 7–0      | Éliminatoires de la Coupe du monde de football 2022 |

## Palmarès
- Championnat de Chine : 2013, 2014 et 2015
- Ligue des champions de l'AFC : 2013 et 2015

## Distinctions individuelles d'Elkeson
- Meilleur buteur du championnat de Chine: 2013 et 2014